# Poznachowice Górne
Poznachowice Górne – wieś w Polsce położona w województwie małopolskim, w powiecie myślenickim, w gminie Raciechowice. W latach 1975–1998 miejscowość administracyjnie należała do województwa krakowskiego.

## Położenie
Poznachowice Górne położone są w dorzeczu rzeki Krzyworzeki u stóp góry Grodzisko (618 m n.p.m.). Znajdują się na pograniczu Beskidu Wyspowego i Pogórza Wiśnickiego.

## Części wsi
| SIMC    | Nazwa       | Rodzaj     |
| ------- | ----------- | ---------- |
| 0333026 | Łazy        | część wsi  |
| 0333032 | Międzylesie | część wsi  |
| 0333049 | Padoły      | część wsi  |
| 0333084 | Podkamień   | przysiółek |
| 0333055 | Podogród    | część wsi  |
| 0333061 | Rzeki       | część wsi  |

## Historia
Po raz pierwszy w źródłach pisanych Poznachowice pojawiają się w dokumencie biskupa krakowskiego Prandoty z 1264 r. przy okazji nadania cystersom ze Szczyrzyca dziesięciny z Poznachowic i sąsiedniego Glichowa. Ślady pierwszych osad datuje się na V w. p.n.e. Początek osadnictwa to przede wszystkim góra Grodzisko. Wzniesiony tam gród prawdopodobnie został spalony przez Tatarów w 1287 r., a osadnictwo na tych terenach na jakiś czas zamarło, odradzając się w około sto lat później w oparciu o zamek wzniesiony w Dobczycach.
Podczas II wojny światowej na Grodzisku stacjonowali partyzanci AK z grupy „Kamiennik”.
Na tych terenach toczy się akcja Powieści Karola Bunscha Dzikowy Skarb, w której na Grodzisku został wzniesiony przez Mieszka I gród dla człowieka, który uratował życie jego przyjacielowi.

## Gospodarka
Większość mieszkańców w Poznachowicach Górnych czerpie swe dochody z rolnictwa. W Poznachowicach Górnych mamy do czynienia m.in. z uprawą zbóż oraz z sadownictwem. Wieś ta słynie z dobrej jakości owoców, głównie jabłek. O sadach na terenie m.in. Poznachowic Górnych wspomina się już w połowie XIX wieku. Jabłka wywożono wozami i sprzedawano je w Krakowie, Wieliczce i w Zakopanem. Jabłka z dworów były pakowane pojedynczo w serwetki lub papierki i wysyłane do Wiednia. Intensywne zakładanie sadów rozpoczęło się w latach 50. XX wieku i trwa do dzisiaj.

## Grodzisko
Grodzisko jest najwyższą górą w całej Gminie Raciechowice. Na jego szczycie znajdują się ruiny dawnego grodu powstałego podczas kultury łużyckiej. Prowadzono tam badania archeologiczne jeszcze przed I wojną światową. Udało się znaleźć broń, narzędzia, i naczynia gliniane pochodzące z V w. p.n.e. W czasach pierwszych Piastów na Grodzisku wzniesiono gród warowny. Mury układane były z ziemi i kamienia bez użycia zaprawy murarskiej. Spalony został w II poł. XII w., podczas najazdu Tatarów na Polskę (prawdopodobnie w 1287 r.). Później już nie został odbudowany, ale nadal dostrzec można ślady wałów obronnych i fos oraz resztki bramy. Jest to Grodzisko w Poznachowicach Górnych. Wewnątrz znajduje się symboliczny grób partyzantów AK z czasów II wojny światowej z 1944 roku.

## Walory turystyczne
Przez Grodzisko przechodzi niebieski szlak turystyczny, który prowadzi do Szczyrzyca. Podczas lata i jesieni na Grodzisku roi się od grzybiarzy.
Z Grodziska rozciąga się szeroki widok na pobliskie okolice. Można dojrzeć m.in. Kraków, Dobczyce, Kamionną, Kostrzę, grzbiet Łopienia, Mogielicę, Ciecień, Księżą Górę, Szczyrzyc, Czasław, Wiśniową, Lipnik. Nie tylko najwyższy szczyt jest dobrym punktem obserwacyjnym. Duże nachylenie terenu sprawia, że z większości miejsc w Poznachowicach Górnych można obserwować otaczające krajobrazy.